# 강제 개종
강제 개종(forced conversion)은 협박을 받아 종교를 받아들이거나 무종교로 개종하는 것이다. 강제로 다른 종교나 무종교로 개종한 사람은 겉으로는 개종자로 행동하면서도 은밀하게 원래 가졌던 신앙과 관습을 계속 고수할 수 있다. 크립토유대인, 크립토기독교인, 크립토무슬림 및 크립토이교도는 후자의 역사적 예이다.

## 같이 보기
- 이단심문
- 가쿠레키리시탄
- 개종
- 종교 박해
- 종교적 분리
- 종교적 폭력
- 국교